# Tschumi und Benoit
Tschumi und Benoit (auch Tschumi+Benoit) ist ein Schweizer Architekturbüro in Biel, das 1955 von Alain-G. Tschumi gegründet wurde, 1969 kam Pierre Benoit hinzu. Zwischenzeitlich existierte ein Zweigbüro in Soyhières (Burri+Tschumi+Benoit), das mittlerweile von Pascal Burri (geb. 1965) und Partnern weitergeführt wird. Bekannt wurde das Büro mit Schul- und Gemeindebauten sowie Bauten für das Gesundheitswesen im Jura und im Berner Seeland.

## Alain-G. Tschumi
Alain-G. Tschumi (Alain Gérard Tschumi, geb. 8. Juli 1928 in Moutier; gest. August 2019 in La Neuveville) studierte nach dem Schulbesuch in Porrentruy von 1947 bis 1952 an der ETH Zürich Architektur und war dort anschliessend bis 1953 Assistent bei William Dunkel. Danach ging er für zwei Jahre nach Helsinki und arbeitete bei Keijo Petäjä und Pentti Ahola. Im Jahr 1955 gründete er sein eigenes Büro, zunächst mit Rodolphe Baumann als Partner. Nach dem Ausscheiden Baumanns kam Pierre Benoit 1969 hinzu, der 1980 Partner wurde. Von 1976 bis 1980 Zentralpräsident des BSA, erhielt Tschumi 1980 einen Ruf an die Eidgenössische Technische Hochschule in Lausanne, wo er bis zur Emeritierung 1993 lehrte.

## Pierre Benoit
Pierre Benoit (geb. 13. April 1939 in Biel) studierte von 1959 bis 1962 am Westschweizer Technikum in Biel Architektur. Anschliessend arbeitete er mehrere Jahre im Ausland; in Paris, Montreal und Vancouver. 1969 trat er in das Büro Tschumis ein, dessen Partner er 1980 wurde.

## Werk
Das Primarschulhaus in Cornol, eine 1965 fertiggestellte Kleinschule, ist als Sichtbetonbau ein Werk des Brutalismus, die vertikal geschalten Wände und die voutenförmigen, horizontal geschalten Deckenplatten strukturieren das Gebäude, bei dem Turnhallen- und Klassentrakt L-förmig zueinander stehen, wodurch die lineare Tragstruktur einen interessanten Wechsel erfährt. Ebenfalls viel Sichtbeton, kombiniert mit roten Klinkerflächen, zeigt das Collège Stockmar in Porrentruy. Die grosszügigen Verkehrsflächen, die fast so viel Raum einnehmen wie die gestaffelten Klassenräume, dienen als Verkehrszonen.
In den 1970er Jahren entstanden das Staatliche Seminar Biel, drei Stahl-/Glaskuben auf einer gemeinsamen Plattform aus Sichtbeton sowie der Klassentrakt 2 der dortigen Gewerbeschule, einem zurückhaltend detaillierten Werk mit enger Verwandtschaft etwa zu Solothurner Schule.
Die 1980er fanden eine Annäherung an eine klassizistisch orientierte Postmoderne, etwa im Alters- und Pflegeheim Sägematt in Lengnau oder bei der Sekundarschule in Porrentruy.

## Werkliste (Auswahl)
- Primarschulhaus, Cornol 1961–65 (Tschumi + Baumann)
- Gemeindehaus, Sonceboz 1962–65 (Tschumi + Baumann)
- Collège Stockmar, Porrentruy 1964–66 (Tschumi + Baumann)
- Katholische Kirche, Rossemaison 1968 (Tschumi + Baumann)
- Staatliches Seminar, Biel 1969–75 (Tschumi)
- Gewerbeschule, Klassentrakt 2, Biel 1969–75 (Tschumi)
- Wohnhäuser, Cergy-Pontoise 1978 (Tschumi)
- Alters- und Pflegeheim, Lengnau 1984–88 (Tschumi + Benoit)
- Alters- und Pflegeheim, La Neuveville 1985–91 (Tschumi + Benoit)
- Alters- und Pflegeheim für chronisch Kranke, Moutiers 1987–90 (Tschumi + Benoit)
- Collège Thurmann, Porrentruy 1987–93 (Tschumi + Benoit)
- Reihenhäuser, St-Imier 1988–89 (Tschumi + Benoit)
- La Démocrate, (heute Quotidien Jurassien), Druckerei, Delémont 1988–92 (Tschumi + Benoit)
- Bundesamt für Wasserwirtschaft, Biel 1989–96 (Tschumi + Benoit)
- Bahnunterführung, Delémont 1991–92 (Tschumi + Benoit)
- Gewerbliche Berufsschule, 6-fach-Turnhallen, Biel 1995–97 (Tschumi + Benoit)